# Chlorid fosforitý
Chlorid fosforitý je sloučenina fosforu a chloru s chemickým vzorcem PCl3. Je nejvýznamnějším ze tří chloridů fosforu. Důležitý je hlavně pro chemický průmysl, používá se při výrobě organických sloučenin fosforu pro širokou škálu aplikací.

## Chemické vlastnosti
Oxidační číslo fosforu v PCl3 se obvykle označuje jako +3, chloru jako −1. Reaktivita v zásadě tomuto stavu odpovídá.

### Redoxní reakce
PCl3 je prekurzorem jiných sloučenin fosforu, podléhá oxidaci na chlorid fosforečný (PCl5), thiochlorid fosforečný (PSCl3) nebo oxychlorid fosforečný (POCl3).
Při průchodu elektrického výboje směsí par PCl3 a vodíku se tvoří vzácný chlorid fosforu, tetrachlordifosfan (P2Cl4).

## Bezpečnost
PCl3 je toxický, v koncentraci 600 ppm usmrcuje už za několik minut. Evropská směrnice 67/548/EEC ho označuje jako vysoce toxický a žíravý.
Hydrolýzou, a to i při kontaktu s kůží a sliznicemi (včetně dýchacího ústrojí a očí), vznikají kyseliny chlorovodíková, fosforečná a fosforitá. Výsledkem je silné podráždění, při vyšších koncentracích poleptání sliznic a kůže. Může se vyvinout plicní edém, někdy s prodlevou až 36 hodin. Při otravě se objevuje také mírná leukocytóza, neutrofilie a zvýšená sedimentace červených krvinek. Systémově se projevuje hyperfosfatáza, hypokalcémie a metabolická acidóza (výsledek vstřebání kyseliny fosforečné z rozkladu chloridu fosforečného).
Reakcí s alkoholy vytváří silné nervové jedy, které by šly zařadit do skupiny látek typu novičok.